# شاپرکان طلایی
شاپرکان طلایی (نام علمی: Cimeliidae) نام یک تیره از زیرراسته ناهم‌رگه‌ها است.